# 哈基區
哈基區（西班牙語：Distrito de Jaquí），是秘魯的一個區，位於該國南部阿雷基帕大區的卡拉韋利省，面積424.73平方公里，海拔高度295米，2005年人口1,636，人口密度每平方公里3.9人。